# ザ・ハードバップ・グランドポップ
『ザ・ハードバップ・グランドポップ』（The Hardbop Grandpop）は、アメリカ合衆国のジャズ・ピアニスト、ホレス・シルヴァーが1996年に録音・発表したスタジオ・アルバム。

## 背景
インパルス!レコード移籍第1弾アルバムに当たる。全曲ともインストゥルメンタルだが、シルヴァーは10曲中5曲の歌詞も自作し「ライナーノーツに歌詞を掲載したから、プロであれアマチュアであれ、歌ってくれる歌手が出てくるかもしれない」とコメントしている。「ホーキン」はコールマン・ホーキンス、「ディギン・オン・デクスター」はデクスター・ゴードンに捧げられた曲である。

## 評価
第39回グラミー賞では、本作が最優秀ジャズ・インストゥルメンタル・パフォーマンス賞にノミネートされ、収録曲「ディギン・オン・デクスター」は最優秀ジャズ・インストゥルメンタル・ソロ賞にノミネートされた。スコット・ヤナウはオールミュージックにおいて5点満点中4.5点を付け「どの曲もスタンダード・ナンバーになり得るとまでは言えないが、いずれも覚えやすく、シルヴァーの聴衆を魅了する個性に満ちており、即興演奏を引き出す絶好の素材となっている」「ブルーノートを離れてからのホレス・シルヴァーを代表する傑作の一つ」と評している。

## 収録曲
全曲ともホレス・シルヴァー作。
1. アイ・ウォント・ユー - "I Want You" - 5:17
2. ザ・ヒッペスト・キャット・イン・ハリウッド - "The Hippest Cat in Hollywood" - 6:43
3. グラティテュード - "Gratitude" - 5:38
4. ホーキン - "Hawkin'" - 6:18
5. アイ・ガット・ザ・ブルース・イン・サンタ・クルーズ - "I Got the Blues in Santa Cruz" - 8:06
6. ウィーヴ・ガット・シルヴァー・アット・シックス - "We've Got Silver at Six" - 7:04
7. ザ・ハードバップ・グランドポップ - "The Hardbop Grandpop" - 5:20
8. ザ・レディ・フロム・ヨハネスブルグ - "The Lady from Johannesburg" - 6:04
9. セレナーデ・トゥ・ア・ティーケトル - "Serenade to a Teakettle" - 6:24
10. ディギン・オン・デクスター - "Diggin' on Dexter" - 5:39

## 参加ミュージシャン
- ホレス・シルヴァー - ピアノ
- クラウディオ・ロディッティ（英語版） - トランペット、フリューゲルホルン
- スティーヴ・トゥーレ - トロンボーン
- マイケル・ブレッカー - テナー・サクソフォーン
- ロニー・キューバー - バリトン・サクソフォーン
- ロン・カーター - ベース
- ルイス・ナッシュ - ドラムス